# Блэк, Джеремайя Салливен
Джеремайя Салливен Блэк (англ. Jeremiah Sullivan Black; 10 января 1810 — 19 августа 1883) — американский политик и юрист.
Занимал пост Государственного секретаря США при президенте Джеймсе Бьюконене.